# サハ共和国の国旗
ロシア連邦のサハ共和国（ヤクーティヤ）の国旗（サハ語: Саха Өрөспүүбүлүкэтин былааҕа Saqa Öröspüübülüketin Bılaağa; ロシア語: Флаг Республики Саха (Якутия)）は紋章やサハ共和国の国歌と並んでサハ共和国の公式の象徴の一つである。国旗には4つの水平なストライプがある。上から下にストライプは薄い青（旗の幅の4分の3）と白（16分の1）、赤（16分の1）、緑（8分の1）である。旗は公式には1992年10月14日からサハ共和国の国旗として使われている。薄い青のストライプは、中心の白い円盤と共に付けられている。円盤の直径は、旗の幅の5分の2である。
1992年以前はサハ共和国はヤクート自治ソビエト社会主義共和国として存在した。1937年以前はヤクート自治ソビエト社会主義共和国はオーロラの描写を含む青い部分のある旗と自治ソビエト社会主義共和国の名称を用いた。1937年以降はヤクート自治ソビエト社会主義共和国はロシア・ソビエト連邦社会主義共和国の国旗と全く同じであった。

## 象徴的意味
円盤は北方の太陽を表している。薄い青と白、緑はそれぞれ空と雪、タイガを表している。赤は人民の勇気と安定を象徴化している。サハ共和国の憲法によると薄い青と白、赤がロシア連邦におけるサハの場所を表している一方で白い円盤は北極地方の白い太陽を表している。

## 法律
国旗の意匠と使用を規定する現行の法律は、2004年7月15日に可決された。「サハ（ヤクート）共和国の公式の象徴に関する」法律第3章（313-III）は、象徴的意味や使用法、配置、他の旗と並んでサハ共和国の国旗を掲げる慣習を述べている。

## 歴史

### 反乱旗
内戦の前後にヤクート地域で数回の反乱があった。反乱は主に三色旗を用いている。
- 最初のヤクート反乱（英語版）は黒・白・赤の三色を用いている。この旗はドイツ帝国の旗と同じである。
- ツングース共和国（英語版）で発生したツングース反乱は、白・緑・黒の三色を用いている。旗の白色は、シベリアの雪を象徴し、緑は森林とタイガを象徴し、黒は大地を象徴している[6][7]。この旗はウラル共和国（英語版）の旗と同じである。

- ヤクート反乱の旗（恐らく間違っている）
- ツングース反乱の旗

### ヤクート自治ソビエト社会主義共和国として
ヤクート自治ソビエト社会主義共和国の最初の旗は、1926年2月13日の第4次全ヤクートソビエト議会で承認されたヤクート自治ソビエト社会主義共和国の1926年憲法で述べられていて、1926年7月17日の第4議会のヤクート中央執行委員会第2会期の決議により導入された。旗は北方の明かりがヤクート語で金文字の銘「ЯАССР」で描かれる旗の左上に青い部分のある赤い旗であった。
ヤクート自治ソビエト社会主義共和国の旗は、1937年3月9日のヤクート自治ソビエト社会主義共和国の中央執行委員会により採択されたヤクート自治ソビエト社会主義共和国第9ソビエト臨時議会でヤクート自治ソビエト社会主義共和国1937年憲法で述べられていた。旗はロシア・ソビエト連邦社会主義共和国の国旗と同じであった。唯一の違いは、追加された銘であった。ヤクート語用の新しいアルファベットにならって変更されたこの銘は、ソビエト連邦の教育に関する人民委員の布告により承認された。
ヤクート自治ソビエト社会主義共和国の新しい国旗は、「ヤクート自治ソビエト社会主義共和国の国旗に関する」ヤクート自治ソビエト社会主義共和国最高評議会最高会議常任幹部会の布告により1954年6月12日に採択され、国旗の公式デザインが1954年6月23日のヤクート自治ソビエト社会主義共和国の法律により承認された。新しい国旗は、ロシア・ソビエト連邦社会主義共和国の国旗と同じであったが、銘が加わっていた。銘の位置は、1978年5月31日のヤクート自治ソビエト社会主義共和国の新憲法の採択により移動した。
- 1926年2月13日–1937年3月9日
- 1937年3月9日–1939年3月23日
- 1939年3月23日–1954年6月12日
- 1954年6月12日–1978年10月27日
- 1978年10月27日–1990年9月27日
- 1990年9月27日–1992年10月14日[16]

### サハ（ヤクート）共和国として
ソビエト連邦の消滅と新しい国家の成立と一致してサハ共和国は1992年4月4日に新しい憲法を採択した。憲法にサハ共和国の国旗について詳しく述べる条項はなかった。唯一の条項は下記の通りである。
サハ共和国（ヤクーティヤ）は紋章、国旗、国歌がある。—サハ共和国憲法（1992年）第140条
サハ共和国の国旗自体は布告第1158-XIIにより1992年10月14日に承認され、布告自体は布告第1159-XIIにより採択された。同じ日の17時50分に旗は初めてロシア連邦の国旗に次いでサハ共和国の最高評議会の建物の上に翻った。
国旗についての記述は承認され、2008年7月22日の修正でサハ共和国憲法に挿入された。
サハ共和国（ヤクーティヤ）の国旗は、それぞれ青、白、赤及び緑の4個の異なる大きさの水平のストライプのある長方形の布である。国旗の幅に対するストライプの幅の比率は、以下の通りである。青のストライプは国旗の幅の3⁄4とし、白のストライプは国旗の幅の1⁄16とし、赤のストライプは国旗の幅の1⁄16とし、緑のストライプは国旗の幅の1⁄8とする。
青のストライプの中央に白い円がある。円の直径は国旗の幅の2⁄5である。国旗の長さに対する国旗の幅の比率は1:2である。—サハ共和国憲法（1992年、2008年修正）第47.3条
- 1992年10月14日–
- サハの首長の旗
- ヤクーティヤのエヴェンキ団体の旗

## 設計者
- ダニロヴァ・ステプツォヴァ・リュドミラ（1942年生まれ）：画家でサハ共和国の栄誉を授けられた芸術家。ロシア連邦芸術家連合会員[2]。
- ミハイル・ガヴリロヴィッチ・スタロスティン（1959年生まれ）：グラフィックデザイナー。ロシア連邦芸術家連合会員[2]。
- アイナ・ペトロヴナ・ザハロヴァ（1973年生まれ）：画家。ヤクーティヤ芸術学校生徒[2]。

## 参照

### 引用
1. 1 2  Potapov 1994, p. 49
2. 1 2 3 4  Potapov 1994, p. 60
3. 1 2 3  Supreme Council of the Sakha (Yakutia) Republic 2008, p. 19
4. ↑  Potapov 1994, p. 55
5. ↑  Fedorov 1994, p. 252
6. ↑  Gogolev 1961, p. 25
7. ↑  Antonov 1995, pp. 94–95
8. ↑  Central State Archive of the Yakut ASSR 1972, p. 74
9. ↑  Central State Archive of the Yakut ASSR 1972, p. 338
10. ↑  Central State Archive of the Yakut ASSR 1972, p. 357
11. ↑  Supreme Soviet of the Yakut ASSR 1937, p. 4
12. ↑  Supreme Soviet of the Yakut ASSR 1937, p. 33
13. ↑  Petrov 1973, pp. 284–301
14. ↑  Supreme Soviet of the Yakut ASSR 1965, p. 1
15. ↑  Supreme Soviet of the Russian SFSR 1979, p. 664
16. ↑  “Флаги Саха”. 2022年11月13日閲覧。
17. ↑  Fedorov 1994, p. 248
18. ↑  Supreme Council of the Sakha (Yakutia) Republic 2008, p. 5